# Josh Mason
Joshua Mason (Birmingham, 19 maart 2002) is een Brits autocoureur.

## Carrière

### Karting
Mason begon zijn autosportcarrière in het karting op de relatief late leeftijd van veertien jaar. Hij nam deel aan een aantal clubraces, voordat hij de overstap maakte naar de auto's.

### Formule 3
In 2018 maakte Mason zijn debuut in het formuleracing in het BRDC Britse Formule 3-kampioenschap bij Lanan Racing tijdens het tweede raceweekend op de Rockingham Motor Speedway. In de tweede helft van het seizoen keerde hij terug in de klasse en behaalde hij een overwinning in de tweede race van het laatste weekend op Silverstone, die na twee ronden achter de safety car werd afgebroken vanwege zware regenval. Met 82 punten werd hij twintigste in de eindstand.
In de winter van 2018 op 2019 nam Mason deel aan de MRF Challenge, waarin hij met 19 punten en een achtste plaats op het Bahrain International Circuit als beste resultaat twaalfde werd. Vervolgens keerde hij terug in de BRDC Britse Formule 3 bij Lanan. Hij behaalde een overwinning op Donington Park en eindigde ook in races op het Circuit de Spa-Francorchamps en Brands Hatch op het podium. Met 229 punten verbeterde hij zichzelf naar de twaalfde plaats in de eindstand.
In de winter van 2019 op 2020 keerde Mason terug in de MRF Challenge. Hij behaalde vier podiumplaatsen op het Dubai Autodrome, gevolgd door twee podiumfinishes op de Madras Motor Race Track, waardoor hij achter Michelangelo Amendola en Dylan Young derde werd met 176 punten. In de BRDC Britse Formule 3 reed hij vervolgens een derde seizoen bij Lanan, waar hij een podiumplaats behaalde op Donington Park. Hij werd zestiende in het eindklassement met 139 punten.

### Euroformula Open
In 2021 stapte Mason over naar de Euroformula Open, waarin hij voor Double R Racing reed. Zijn beste resultaat gedurende het seizoen was een vierde plaats op de Hungaroring. Met 89 punten werd hij negende in het kampioenschap.
In 2022 bleef Mason actief in de Euroformula Open, maar stapte hij over naar het team CryptoTower Racing. Hij behaalde zijn eerste twee podiumfinishes op het Circuit de Spa-Francorchamps, voordat hij op de Hungaroring zijn eerste race won. In de rest van het seizoen behaalde hij nog twee zeges op het Autodromo Internazionale Enzo e Dino Ferrari en het Autodromo Nazionale Monza. Met 278 punten werd hij vijfde in de eindstand.
In 2023 reed Mason in twee weekenden van de Euroformula Open voor CryptoTower op Spa-Francorchamps en de Hungaroring. In het laatste weekend behaalde hij een zege.

### Formule Regional
Mason begon 2023 in het Formula Regional Oceania Championship bij het team Kiwi Motorsport. Hij won een race op de Manfeild Autocourse. Met 186 punten werd hij achtste in het kampioenschap.

### Formule 2
In 2023 debuteerde Mason in de Formule 2 voor het team PHM Racing by Charouz tijdens het weekend op Spa-Francorchamps als vervanger van Brad Benavides. Een twaalfde plaats op Monza was zijn beste resultaat, waardoor hij puntloos op plaats 23 in het klassement eindigde.